# Gilles Pin
Gilles Pin est un peintre français, directeur du canal des Deux-Mers de 1774 à 1802, né à Marseille le 7 avril 1720, mort à Toulouse en octobre 1803.

## Biographie
Gilles Pin s'est installé à Toulouse en 1744. Ancien élève de l'Académie, il fait partie des membres fondateurs de l'Académie royale de peinture, sculpture et architecture de Toulouse.
À la demande d'Henri-Auguste de Chalvet-Rochemonteix, il a réalisé un décor « à la façon de Chine » en 1754 dans le salon chinois du château de Merville. Ce décor comprend 18 panneaux de bois peints.
Il entre au service du canal des Deux-Mers en 1762 et en devient directeur général en 1774, jusqu'en 1802.
Il est professeur de dessin aux écoles de l'Académie. Il est directeur des écoles de l'Académie en 1785.